# おじか型巡視船 (2代)
おじか型巡視船（おじかがたじゅんしせん、英語: Ojika-class patrol vessel）は、海上保安庁の巡視船の船級。分類上はPL（Patrol vessel Large）型、公称船型は1,000トン型。
ネームシップが配置替えに伴って改名したことから、2000年以降はえりも型とも称される。

## 設計
設計面では、昭和62年度計画で建造された「のじま」（1997年以降は「おき」と改名）の発展型となっている。「のじま」では船首楼甲板よりも1層高めて船尾甲板上に架するかたちとなっていたヘリコプター甲板は、強度甲板と面一とされた。また「のじま」ではベル 212までとされていたが、本型では、より大型のシュペルピューマ・ヘリコプターの運用にも対応した。減揺装置としてフィンスタビライザーを備えるのは「のじま」と同様である。
またその直前の煙突も、「のじま」では船体中央に1本設けられていたが、本型では左右2本に分離し、そのあいだには、水中カメラ装備のROV格納庫など潜水作業機材の準備室や消火用放水銃を設けている。
主機関としては新潟鐵工所8MG32CLXディーゼルエンジン（単機出力3,500馬力 / 回転数600 rpm）、もしくはヤンマー8N330-UNディーゼルエンジンを2基を搭載した。推進器は可変ピッチ・プロペラ、またバウスラスターも備えている。

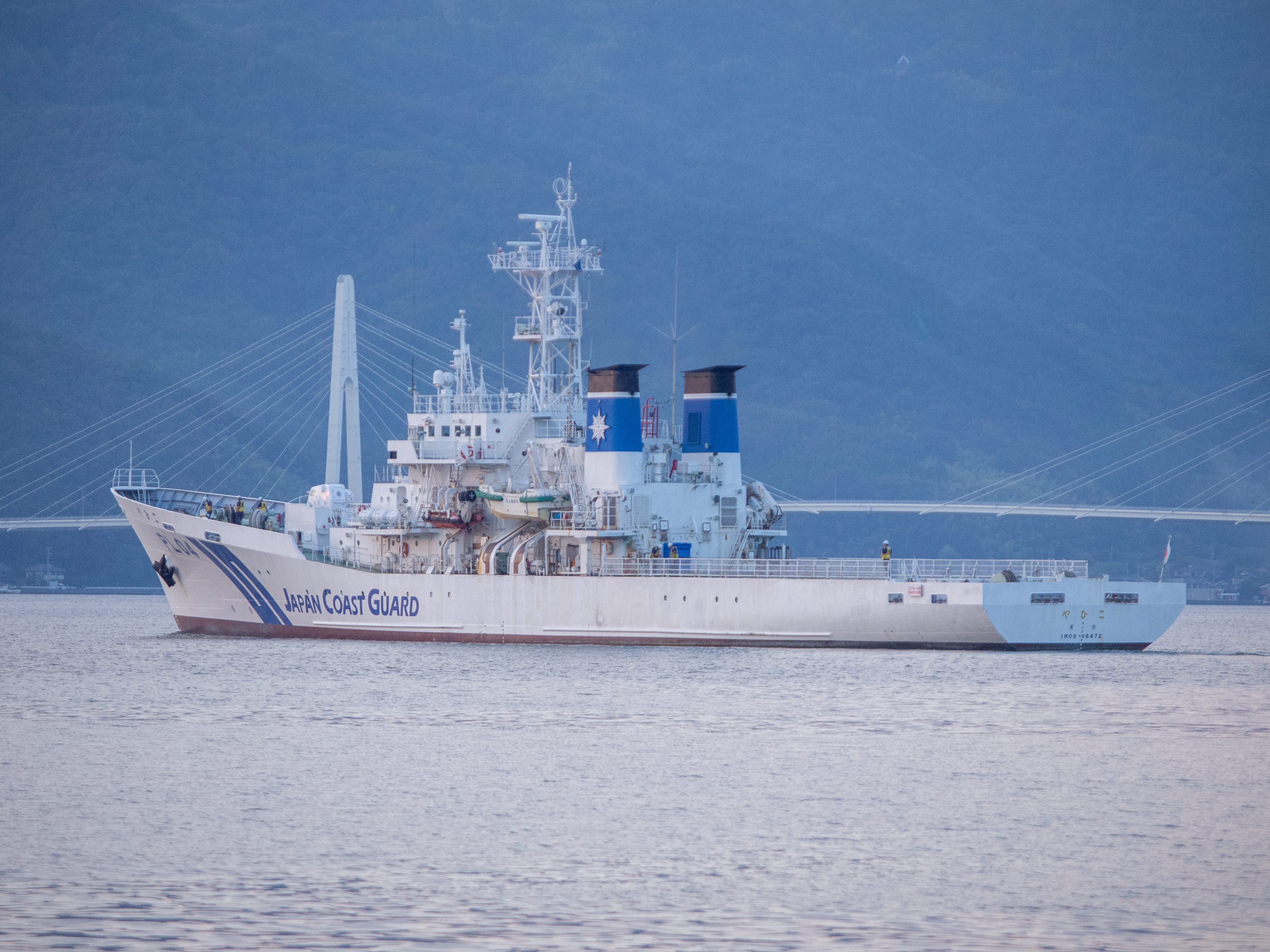
後方から見た「やひこ」
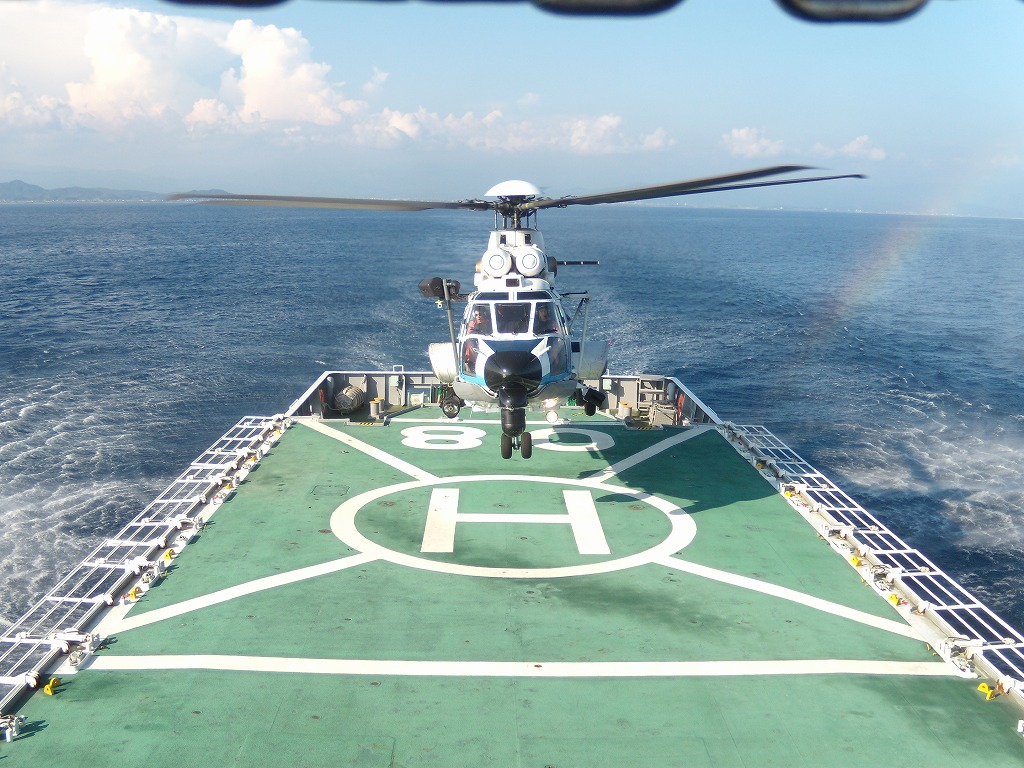
「とさ」の飛行甲板で運用中のEC225 シュペルピューマMk II+
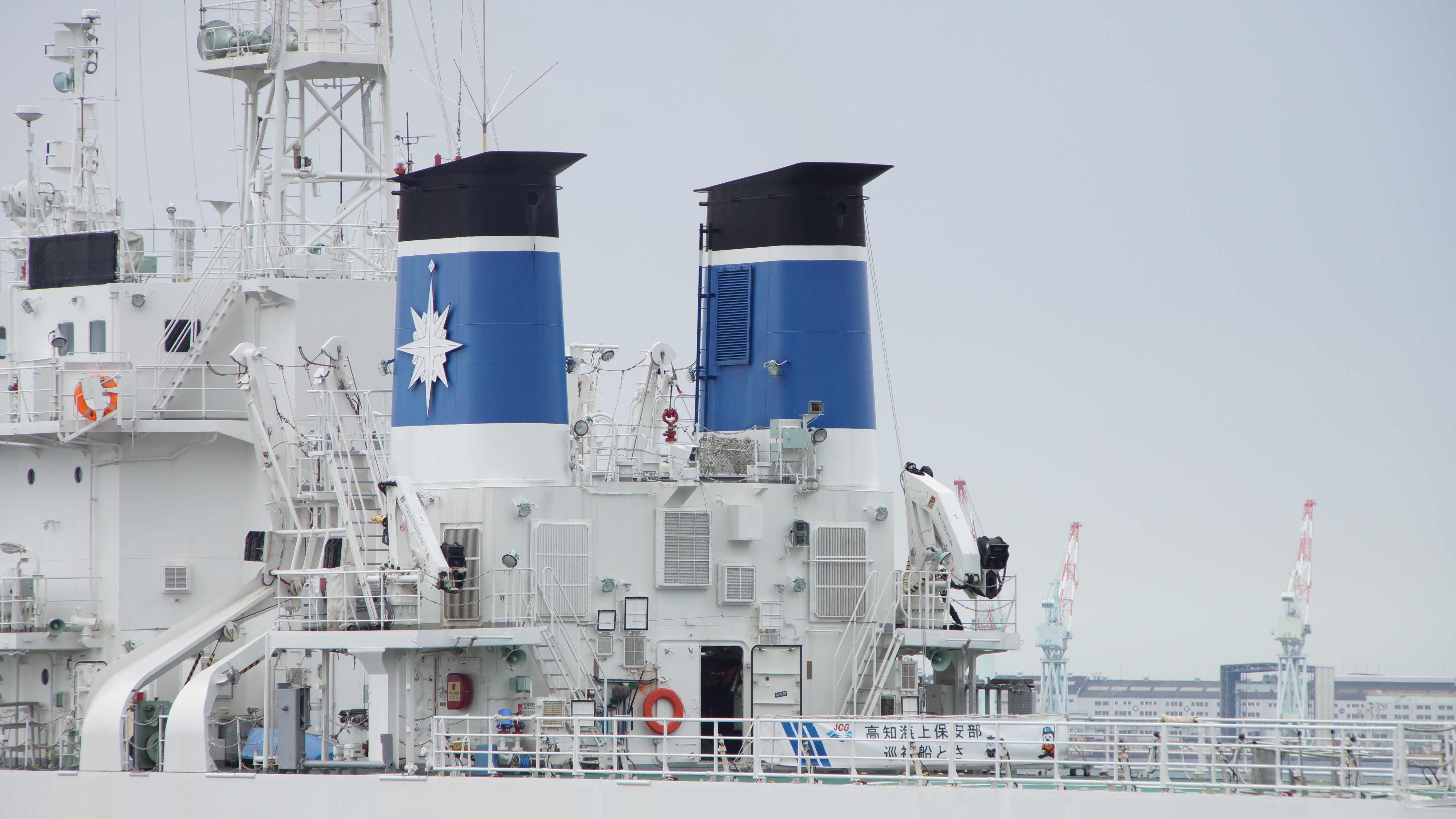
煙突、放水銃、ROV格納庫（煙突の下方、構造物中央の扉が開いている所）

## 装備
兵装としては、ネームシップでは「のじま」と同様に、船橋構造物直前に機側操作のJM61-M 20mm多銃身機銃を備えていた。また2番船以降では、船首甲板にエリコン90口径35mm機銃の単装砲塔も装備している。
搭載艇も、「のじま」と同様、煙突両舷のミランダ式ダビットに高速警備救難艇および潜水支援艇を搭載する。ネームシップでは、これに加えてヘリコプター甲板下の船尾に5.5メートル型高速警備救難艇のウェルドックを備えていた。これは荒天下でも高速警備救難艇の運用を可能にする新型揚降装置として期待されていたが、実際には、肝心の荒れた海面での運用に難があるなど運用実績は芳しくなく、2番船以降は救難資材倉庫となった。以降、2番船「くだか」のみ３号艇（PL03－M3）として複合艇が搭載されている。（PL08が「もとぶ」時代はダビットに複合艇を搭載していた）
行動不能に陥った大型タンカーなどの曳航を想定し、陸岸曳引力30トンという曳航能力が付与された。またその後、1995年の阪神・淡路大震災、1997年のナホトカ号重油流出事故などを契機に、災害や海難に対応して機材の充実が図られた。「はかた」を皮切りに、外洋でも使用可能なフラモ・トランスレック250型油回収装置の運用能力が順次に付与された。また、全船が潜水士7名乗船の救難強化巡視船に指定されている。

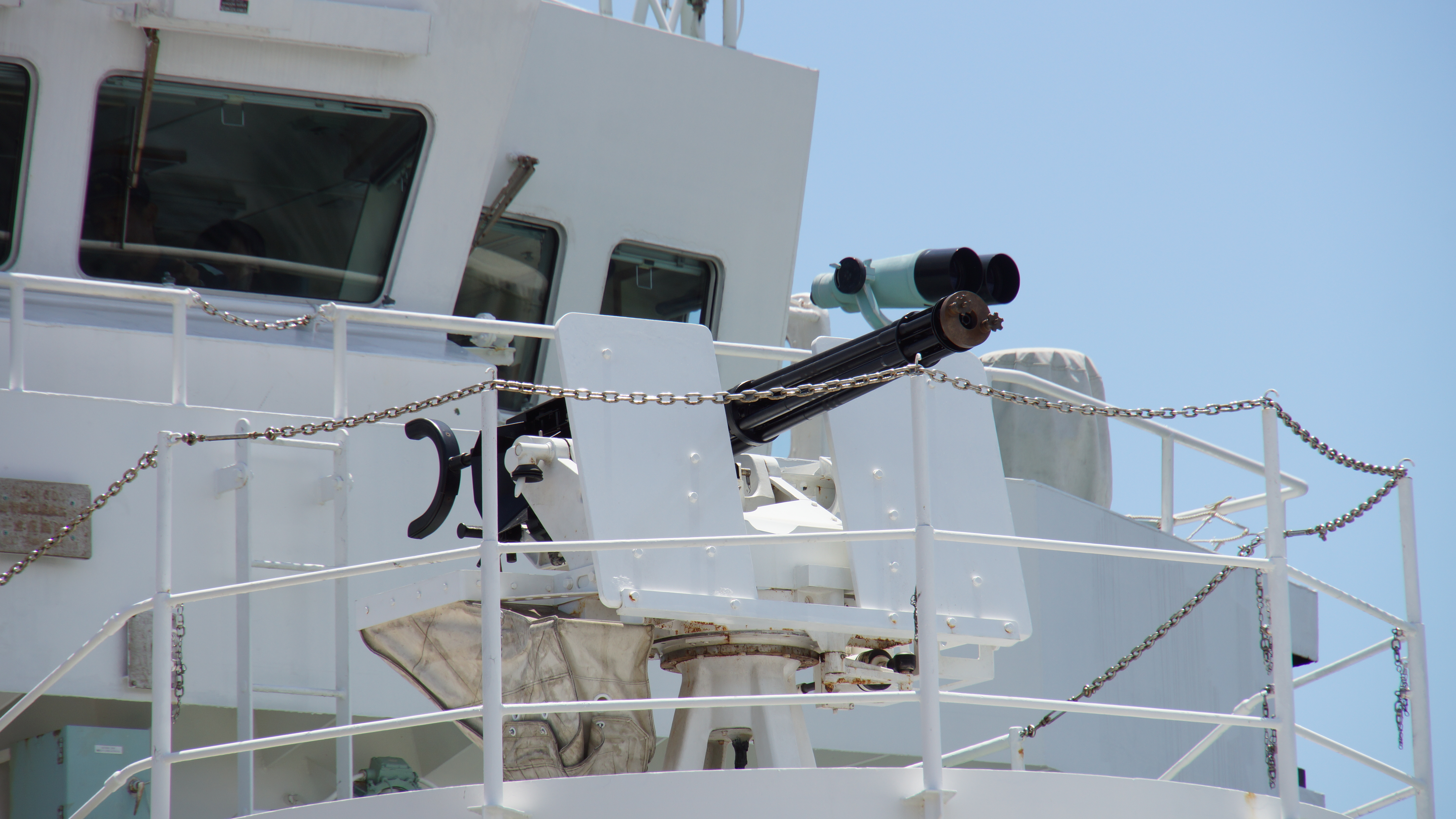
「とさ」のJM61-M 20mm多銃身機銃
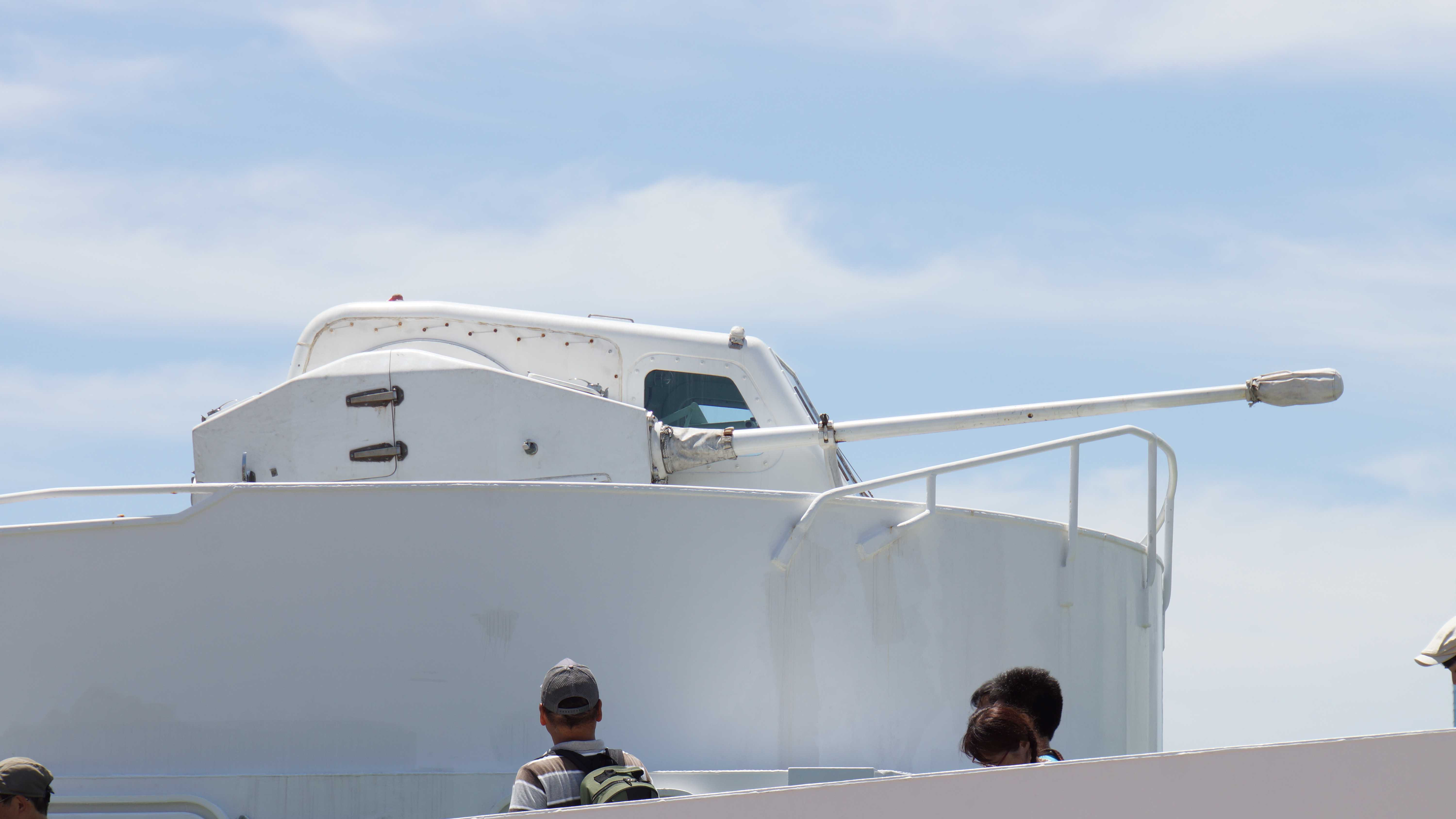
同じくエリコン90口径35mm機銃
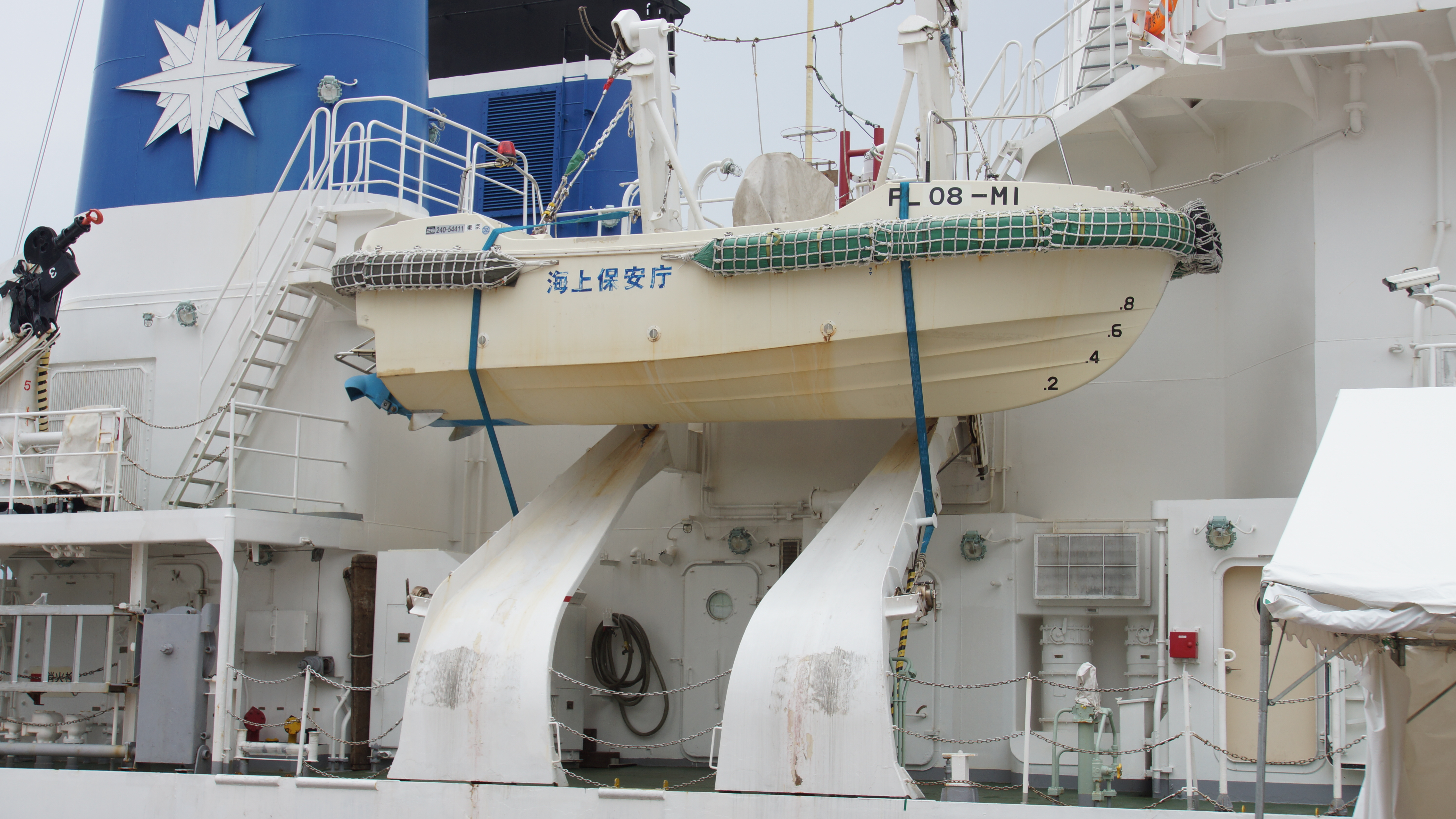
同じくミランダ式ダビットに搭載された高速警備救難艇

## 配備
配備は7隻で終了した。これは度重なる不審船事件や尖閣諸島領土問題の発生を受けて、高速高機能大型巡視船及びはてるま型巡視船等の、いわゆる「警備型」巡視船の配備に移行したことによるものである。
5番船の「くりこま」は2011年東北地方太平洋沖地震で発生した大津波により一時座礁したため、函館どつく室蘭製作所で亀裂の入った船底や破損したプロペラ等の修理が行われた。2011年12月に復帰した後は津波による行方不明者の捜索にあたっている。
1番船の「えりも」は同番号・同船名のくにがみ型巡視船就役に伴い2017年1月24日に解役となったが、マレーシアの海上警備能力強化を支援するため、本船と「おき」を2017年中にマレーシア海上法令執行庁に供与する事となった。2017年3月4日ジャパンマリンユナイテッド因島工場で整備を終えマレーシアへ向け出港、3月15日マレーシアのポートクランに到着した。新船名は「ペカン」 (KM Pekan 9203) となった。
| 計画年度      | #     | 船名                         | 船名の由来 | 起工           | 進水          | 竣工           | 所属                                                     | 退役          |
| ------------- | ----- | ---------------------------- | ---------- | -------------- | ------------- | -------------- | -------------------------------------------------------- | ------------- |
| 平成元年度    | PL-02 | おじか → えりも              | 襟裳岬     | 1990年9月28日  | 1991年4月23日 | 1991年10月31日 | 塩釜（第二管区） → 釧路（第一管区）                      | 2017年1月24日 |
| 平成4年度     | PL-03 | くだか                       | 久高島     | 1993年9月9日   | 1994年5月10日 | 1994年10月25日 | 那覇（第十一管区）                                       |               |
| 平成5年度     | PL-04 | さつま → やひこ              | 弥彦山     | 1994年9月21日  | 1995年5月29日 | 1995年10月26日 | 鹿児島（第十管区） → 新潟（第九管区） → 伏木（第九管区） |               |
| 平成8年度補正 | PL-05 | はかた → でじま              | 出島       | 1997年10月22日 | 1998年6月7日  | 1998年11月26日 | 福岡（第七管区） → 長崎（第七管区）                      |               |
| 平成9年度     | PL-06 | でじま → くりこま → しもきた | 下北半島   | 1998年9月1日   | 1999年6月28日 | 1999年10月29日 | 長崎（第七管区） → 宮城（第二管区） → 八戸（第二管区）   |               |
| 平成9年度     | PL-07 | さつま                       | 薩摩国     | 1998年9月4日   | 1999年6月3日  | 1999年10月29日 | 鹿児島（第十管区）                                       |               |
| 平成10年度    | PL-08 | もとぶ → とさ                | 土佐国     | 1999年9月8日   | 2000年6月9日  | 2000年10月31日 | 那覇（第十一管区） → 高知（第五管区）                    |               |

## 登場作品
『海猿シリーズ』
『LIMIT OF LOVE 海猿』
「さつま（現・やひこ）」が登場。鹿児島湾にて、フェリー「くろーばー号」が座礁する海難事故が発生したことを受け、現場海域へ急行し救助活動にあたる。
『BRAVE HEARTS 海猿』
「とさ」が登場。大阪湾にて、タンカーとコンテナ船が衝突する海難事故が発生したことを受け、現場海域へ急行し救助活動にあたる。